# ホストクラブ

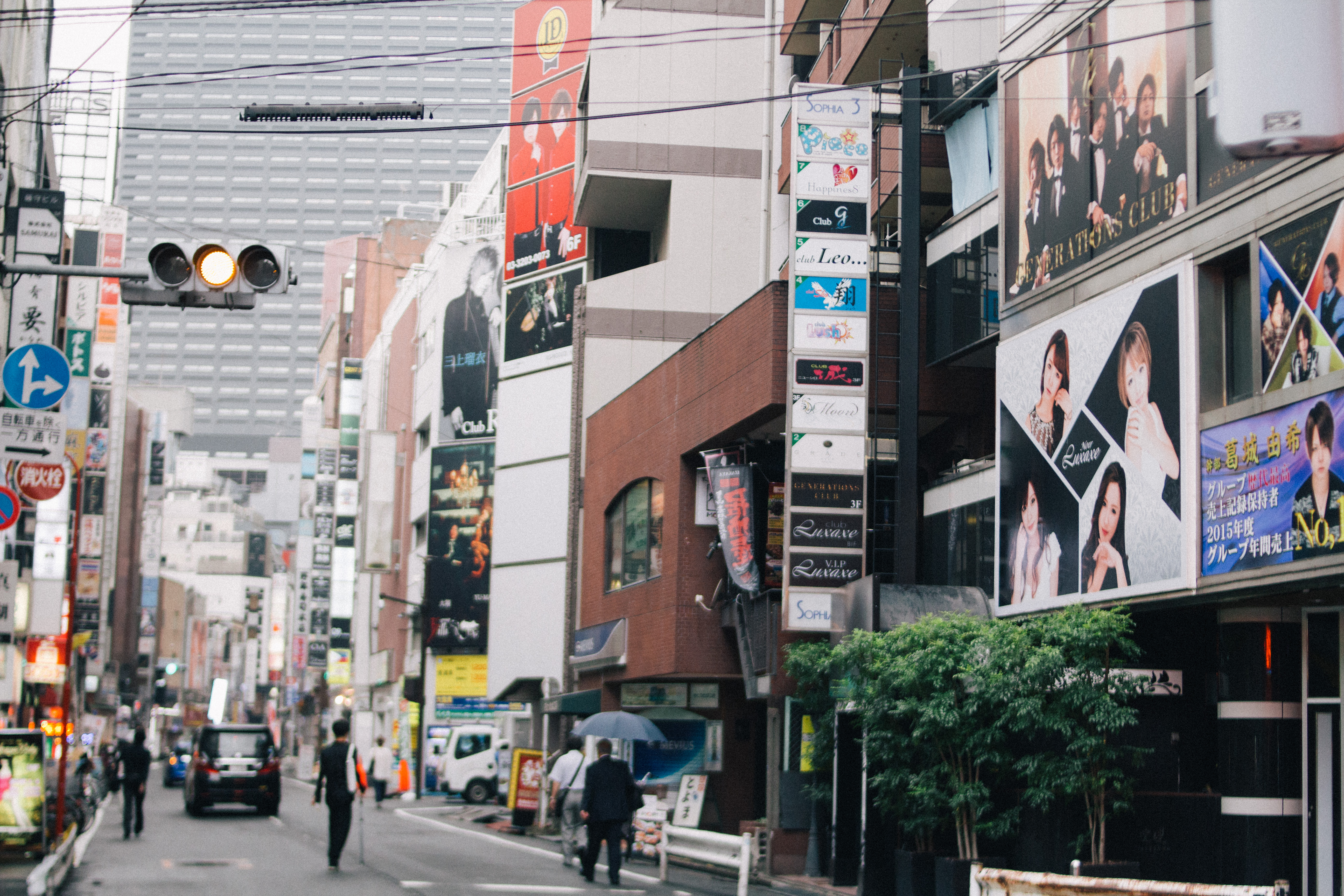
歌舞伎町の路上に並ぶホストクラブの看板広告

ホストクラブは、ホストと呼ばれる男性従業員が客席で飲食や会話などの接待を提供する接客系の風俗店である。女性が男性からの接待に対して対価を支払う数少ない業種の1つで、2005年の市場規模は推計8,584億円とされ、2004年のソープランド業界の市場規模である9,803億円に次ぐ風俗産業とされている。日本では東京都新宿区歌舞伎町を中心に、東京都、神奈川県、埼玉県、愛知県、大阪府、北海道などで営業している。日本国外では中華人民共和国上海市に見られる。
ホストクラブとキャバクラは、労働者と消費者の性別が反転している以外は、組織構造や職務分担が類似している。「内勤」と呼ばれる従業員たちが担う、給仕や「付け回し」を男性が担当している点が相違点となっている。ホストクラブでは店舗の運営や経営に関わる人員が全て男性であることから、男性から敬意を払われることが重要になる社会構造が形成されており、ホモソーシャルな空間に女性を巻き込む形で運営されている。
ホストクラブ「愛」グループ創業者の愛田武は「ホストクラブは社会のレールから外れた人々にとっての拠り所だった」「ホストクラブに遊びに来る女性にも同じことが言える」「ホストクラブの主な客は、昔も今も体を売っている若い女性たちだ。彼女たちは虐待や障害など様々な問題を抱えて夜の街にたどり着き、セックスと引き換えに手に入れた金をホストクラブで散財する」と述べており、ホストクラブには従業員・客共に社会的弱者が集まりやすいとされる。
ホストクラブの起源は1965年に東京駅八重洲口前にて開店した「ナイト東京」に遡る。その後1971年に愛田武が開業した「クラブ愛」の影響で、歌舞伎町がホストクラブの中心地となった。
近年ではホストがYouTuberなどの個人配信者になり人気を博すケースもある。

## 経営

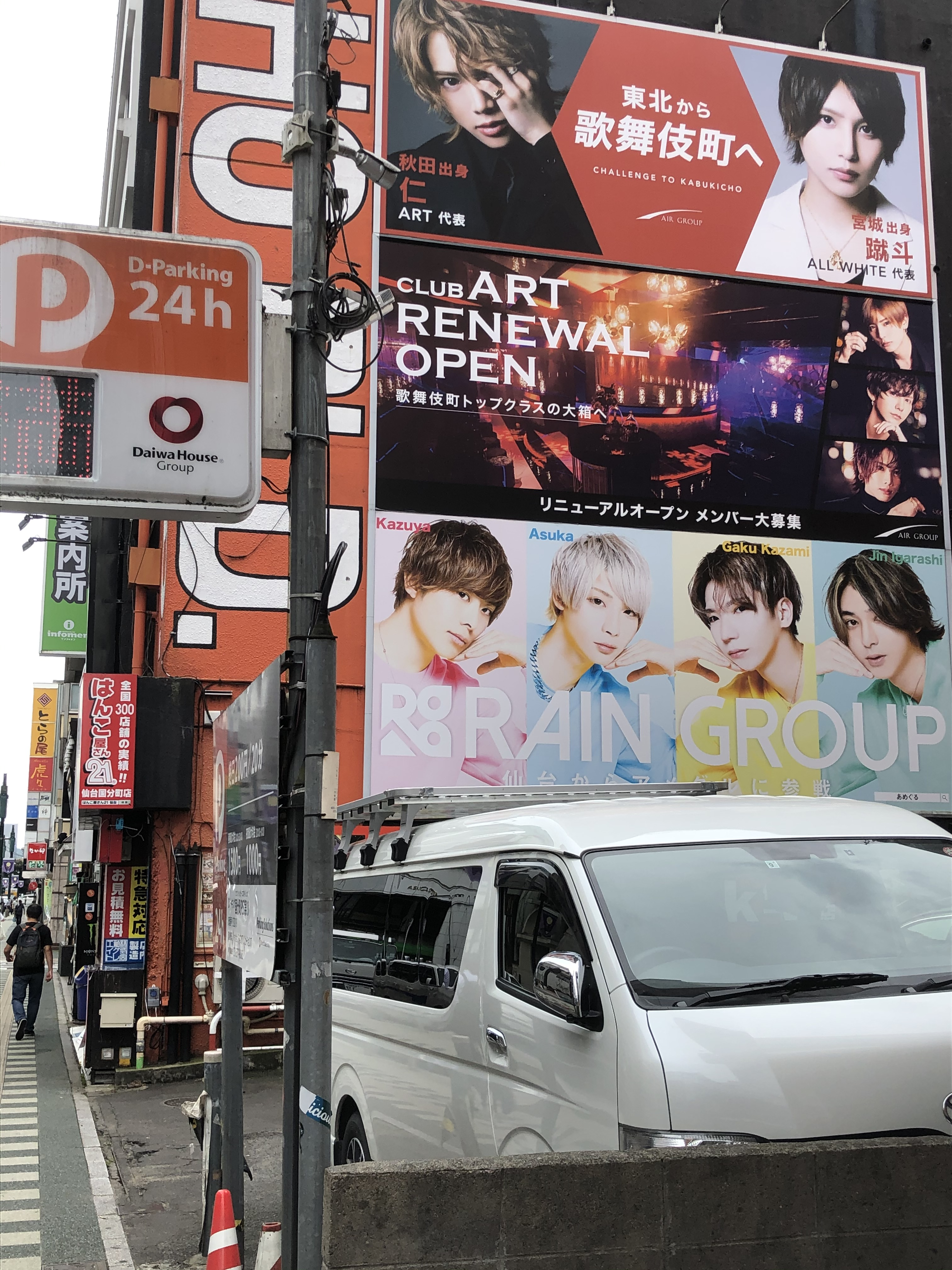
宮城県仙台市を代表する歓楽街国分町に掲示されたサイン

ホストクラブは2種類の料金制度と2種類の店舗形式で分類できる。料金制度は「セット料金時間無制限」と「時間制料金」に大別される。後者はキャバレーの時間制を引き継いでいることから、キャバホストと呼ばれることもある。店舗形式は「単独店」と「2部店」に分かれている。単独店は完全にホストクラブ一本の営業に絞った業態を示す。2部店は、さらに2種類に分かれ、キャバクラとホストクラブを同じオーナーが同じ店舗で経営するパターンと、2部を家賃で借りるパターンがある。ホストクラブが急速に増加した理由の一つはこの2部店式にある。クラブの営業終了後にホストクラブを開店するために家賃が安く、また備品はクラブのものを流用できるため開店費用が廉価で済むことが理由に挙げられる。歌舞伎町のホストクラブはフランチャイズ制になっているため、同じ系列でも経営者は複数存在する。

### 売上と回収
ホストクラブは客に対するホストの売上が収入の柱であるが、その売上の回収先は客だけとは限らない。「売り掛け」と呼ばれる後日精算を前提とした売上（客にとっての借金）があった場合、店舗はその客に売上をたてていたホストの給与から売り掛け分を差し引くことができる。売り掛けの回収はホストが担当する。売り掛けは売上を増やすことができるため、ホストが店舗に対して売り掛けの上限を上げるよう要望を示すこともある。売り掛けを払うために客は店舗に直接支払いにいく必要があるため、売り掛けを払おうとしてホストクラブに行きながら、新しく売り掛けを作ってしまうケースを『「ぴえん」という病 SNS世代の消費と承認』著者の佐々木チワワは指摘している。客が売り掛けを払えなければ、ホストクラブはホストへ請求し、状況次第では分割払いにしてでも最終的には必ず売り掛けの金額を回収する。そのためホストは店舗に対して借金を抱えることもある。過去にはホストが遊興費を払えなかった客に多額の生命保険をかけて漁港で自殺させ、保険金を受領しようとした殺人未遂事件も発生した。ただし東京地方裁判所（東京地裁）にて1995年10月28日に出された、債務不存在確認訴訟の判決では、ホストクラブが客の売り掛けについて一方的にホストへの貸付金にしたことを無効とした。売り掛けの仕組みは愛田がホストクラブに持ち込んだ。
この売り掛けの金額が数百万円以上に及ぶと、「高飛び」といって客だけでなくホストも支払いから逃亡してしまうことがある。高飛びしたのがホストの場合、店舗に勤める内勤の従業員がホストを連れ戻そうとする。
全国にチェーン展開しているホストクラブでは、売り掛けの回収に法律に詳しい社員と弁護士が連携し、客に対して差し押さえを実施して売り掛けを回収するケースもみられる。ホストクラブ「VISION」を経営する麻比奈哲寧は、「FRIDAY DIGITAL」にて、顧問弁護士を通して客から売掛金の回収を行う旨を説明している。

### ナンバー制度
売上や指名の多いホストは「ナンバー」と呼ばれる。これは「ナンバークラス」の略称で、ホスト個人の売上が上から並べられたものを称す。このナンバーには入れ替わりがあるため「ナンバー落ち」も発生する。売上金額や指名数が重視されており、客に見えない位置で年ごとに順位に則って貼り出されている。
歌舞伎町でホストクラブを経営するSmappa!Group会長の手塚マキは自著にて、「ホストクラブにとってお客様はホストである」という考え方がホストクラブ業界における常識と述べている。そして、ホスト間で競争をさせて自腹を切ってでも売上で上位に入りたいと思わせることが、ホストクラブのビジネスモデルであると述べている。

### 店舗数
地下経済を分析している門倉貴史は2005年の店舗数の推計で都心部を中心に全国で980店舗が営業しているとして、そのうち39.1パーセントは東京都、神奈川県、埼玉県、愛知県、大阪府、北海道に集中すると述べている。
歌舞伎町では韓国、中国、台湾など専門のホストクラブが存在する。『歌舞伎町アンダーグラウンド』（ベストセラーズ）著者の柏原蔵書は、歌舞伎町では1990年には外国人ホストクラブを除いて30軒程度だったが、2003年には合わせて300店舗存在するとの見解を示している。しかし、正確な数については算出できないとも述べている。『産経新聞』は2023年時点で、歌舞伎町にホストクラブが約300店あり、数千人のホストが在籍していると報じている。
警視庁が2023年12月15日夜から16日未明にかけて歌舞伎町で行なった立ち入り調査で、対象としたのはホストクラブ176店とメンズコンセプトカフェ26店であり、ホストクラブのうち132店で「シャンパンタワー」（後述）の料金を明示しないなど風俗営業法違反が確認された。
福岡県北九州市では1977年（昭和52年）10月時点でホストクラブが4軒存在した。
神奈川県横浜市では2014年時点で20店舗ほどホストクラブが存在し、大部分が関内や伊勢佐木町、福富町など、市内中区に集中している。

### 暴力団との関わり
歌舞伎町では暴力団との関わりが深く、特に1980年代から1990年代にかけては、暴力団なしに歌舞伎町を語ることができないとノンフィクション作家の石井光太は述べている。関東地方の歓楽街は関西のそれと異なり暴力団ごとの縄張りが明確で、縄張りとする暴力団以外がそこで商売をする場合、みかじめ料と呼ばれる用心棒としての代金を払う必要があった。なお、暴力団がトラブル解決に動く際には別途費用が発生する。みかじめ料を払わないで商売を行うと、店を破壊されたり店の人間に嫌がらせをされたりするため、歓楽街での商売にみかじめ料は必須となる。そのため当時のホストクラブは好む好まざると関わらず暴力団と関わりがあり、店舗によってはホストクラブの経営に暴力団が関与していることもあった。この関係性についてホストクラブによっては手を切りたいと考えている店舗も少なからずあったと石井は述べている。

## 法規制
1985年、大幅改正された風俗営業法が施行され、風俗店の衰退が見込まれていたが、実態として風俗店は様相を変えて営業を続けていた。日本におけるホストクラブは、2010年では風俗営業法2条1項2号の「待合、料理店、カフエーその他設備を設けて客の接待をして客に遊興又は飲食をさせる営業」にあたる風俗営業として扱われていた。そのため公安委員会による営業許可を必要とするほか、午前零時以降の営業は許可されていない。2015年6月には風俗営業法がの改正され、これによりキャバクラやクラブと同様、新1号営業区分に指定されている。
ホストクラブは風俗営業法により、客に対する年齢制限が設けられており、保護者の同伴のない18歳未満の入店が禁じられている。また、20歳未満の人間への酒類やたばこの提供は禁じられている。風俗営業法は、同席営業を行っている場合、性別に関係なく適用される。
ホストを採用した場合は、店舗にて従業員名簿に記載されることが義務付けられている。

### 営業時間
2003年時点では大部分の歌舞伎町のホストクラブが深夜1時から3時に開店しているほか、店舗によっては17時から18時に開店する。ただし、税務署や警察による摘発への対策として、営業時間を名目上20時前後で設定している店舗や、タイムカードの時刻を5、6時間ずらしている店も存在する。2部店方式で営業する場合は、深夜1時から2時頃まではクラブ、パブ、キャバクラなどを営業し、それらの営業終了後にホストクラブとして営業している。そのためホストクラブは事実上、午前1時から午前5時までの最大4時間を風俗営業法に違反して営業する業種である。ただし、店舗の多さから大部分のホストクラブは摘発の経験がないと柏原は述べている。また、ガサ入れなどの情報が流れたことをきっかけに、急に営業時間が変更になることがある。
福岡県の場合、明朝5時から営業開始する店舗も存在する。
深夜帯の営業に影響する届出は2つ存在する。一つは「深夜における酒類提供飲食店営業営業開始届出書」を提出して得られる深夜酒類提供飲食店営業で、これを申請すると、深夜帯の酒の提供が可能となる。ただしもう一つの「風俗営業第1号許可」に区分される午前0時までの接待と両立はできない。しかし実情として午前0時から明け方まで営業している店舗が多いことが、ホストクラブ「イヴ・セカンドインパクト」を経営するゆらつよしと、行政書士で経営コンサルタントの木島康雄と行政書士の間中利光に指摘されている。ホストクラブが深夜に営業する理由について、ゆらは主な消費者であるファッションヘルスやソープランドに勤める風俗嬢の退勤が午前0時であることを挙げている。さらに木島と間中は、法律が現状に合っていない点や治安を守る警察にとって優先順位が低いことに触れつつ、一方で近隣住民からの苦情やトラブルの発生が摘発の契機になりうるとも述べている。
2021年には新型コロナ禍の影響もあり、基本的には20時から1時までの営業で、店舗によっては水商売で働く女性をコアターゲットに据えた朝方から午後までの第2部営業が設定されている。また、東京都庁の要請に従って16時から20時までの営業の店舗と、通常通りの営業時間を保つ店舗が存在する。店舗ごとの営業時間は、24時から翌日5時までの営業が風俗営業法によって禁じられている影響により、複雑なものとなっている。

## 雇用
社会学者の武岡暢の調べによると、従業員としてのホストクラブへの入店理由は収入、友人の勧誘、テレビなどの華やかなイメージを持ったためといったものが挙げられる。入店経路について、武岡はインターネットの求人サイトや友人の紹介を挙げ、別冊宝島編集部では路上でのスカウトや募集広告を見たことによる応募などが挙げられている。「体験入店」という制度を利用して、複数店舗での勤務を試してから、実際に働く店舗を決めることも可能となっている。しかし佐々木は入店の意志がないものの日払いの金銭を目当てに体験入店を行う「体入荒らし」が横行していることを指摘している。冬月グループホールディングス創業者の冬月翔は、志願者には学歴のない者やホストしかできない社会的弱者も少なくなく、ホストクラブはそういった人材も採用することから雇用の受け皿になっていると述べている。
ホスト社会は売上至上主義となっている。給与は基本的に歩合制で支払われ、福利厚生の保証がない。このため、店は雇用による損害を受けにくい。ただし、2015年（平成27年）7月14日に東京地裁にて行われた裁判では、ホストは労働契約として認定された。そこでホストが客からの売掛金が未回収であろうと、ホストクラブ側に未払い賃金の支払いと解雇の無効、精神的苦痛に対する慰謝料の支払いが命じられた。ホストは店舗に迷惑を掛けず売上さえ出せば、前科の有無や学歴、経験は問われない。社会学者の木島由晶は、これによりホストクラブが転職における一種の「駆け込み寺」として機能していることを指摘している。ただし、18歳未満の従業員による接客は、児童福祉法で固く禁じられている。また、18歳未満を知らずとも労働させていた場合、児童福祉法により経営者は発見次第逮捕となる。そのため、採用面接などには身分証明書が求められる。柏原によると、ホストの給与は税金を載せる前の売上の半額が多いとされる。ゆらによると売上の5,6割を大部分の店舗は設定している。しかし入店直後のホストの場合その給与では生活が厳しいため、売上が一定水準に達しないホストには5,000円から8,000円程度の日給制を設けている店舗も存在する。
1970年代前半のホストクラブはホストとの間に雇用関係を結ばず、ホストと女性の出会いの場を提供する役割を担っていた。この状態ではホストに女性が取られてしまい、女性が店舗に通うメリットがなかった。そこで愛田は独立に際し、ホストに一日当たり最低保証金を払って生活を安定させる最低保証制度を設けた。これに指名料や皆勤賞、準皆勤賞などを設けた歩合制となっていたため、ホストを集めることに成功した。この最低保証制度は後に他の店舗も踏襲した。1997年5月、森沢拓也の作ったホストクラブ「ロマンス」にて、店の売上増加に歯止めを掛ける最低保証制度ではなく、諸手当を愛田観光より抑える代わりに客の支払いのうち半分をホストの取り分とする制度を設けた。これによりロマンスは一世を風靡した他、ホストが客から小遣いとして手渡される「裏引き」がほとんどなくなったと、手塚は述べている。
ホストクラブでは普段から従業員と呼ばれるホストの他、代表取締役もしくは雇われ代表、あるいは代表取締役とオーナーを兼任する社長などが存在する。ホストではない、経理や調理、人事などの業務を担当する従業員を内勤と称す。役職に就く人々は幹部と呼ばれ、経営者に代わり店舗の実務管理を担う、中間管理職としての役割を持つ。木島と間中は実力としての売上と、店舗全体や他のホストに気を配れる人材が幹部に適していると述べている。また経営者は幹部候補を育成する能力が必要とも述べている。幹部の給与は元の歩合に加えて手当などが支給されることが多い。
以下、役職の概観について、AIR GROUPの「ALL BLACK」代表取締役である霧夜の説明に基づいたものを示す。
| 区分け     | 役職名等                     | 役職名等   |
| ---------- | ---------------------------- | ---------- |
| 幹部       | エグゼクティブプロデューサー | 代表取締役 |
| 幹部       | 取締役                       |            |
| 幹部       | 総支配人                     |            |
| 幹部       | 支配人                       |            |
| 幹部       | 主任                         |            |
| 幹部       | 副主任                       |            |
|            | 幹部補佐                     |            |
| ホスト長   |                              |            |
| キャプテン |                              |            |
| 若手       | 新人                         |            |

ホストクラブでは季節ごとにイベントが存在し、夏には表彰式やフェスティバル、運動会などがある。業界最大手のgroupdandyでは2019年の新年会が新高輪プリンスホテル「飛天の間」にて行われた。これらのイベントに客は参加できない。

## 利用制度とサービス
客は席まで案内される際に、おしぼりが手渡される。客は目当てのホストを指名すれば、そのホストによる接待を受けることができる。指名するホストは「男メニュー」と呼ばれる、ホストが掲載された一覧から選択することができる。接客中に他の客からホストが指名を受けると、その客のテーブルにまわる。その間は「ヘルプ」と呼ばれるホストが元々接待を受けていた客に接待を行う。同時間帯に同一ホストを指名する客を「卓被り」と称す。ホストを指名していない場合、接待役のホストは一定時間で交代する。接待は客とホストの1対1で行われるわけではなく、客と話すホスト、酒を消費するホスト、客にホストクラブで使うに十分な金を稼ぐことができる仕事を斡旋するホストなどが連携して、指名したホストと客の空間を盛り上げる。2022年1月7日に放送されたねほりんぱほりん（NHK）では、指名されたホストとヘルプがLINEで連携して客に金を使わせる様子が説明された。客はホストからは名刺をもらう。精算後は「送り指名」という、見送りを行うホストを選択して退出する。サービスを定額で一通りまとめた「クイック」と呼ばれる制度も存在する。
ホストクラブでは、銀座のクラブにて見られる「永久指名制」と呼ばれる制度を採用している。この制度により、一度指名したホスト（以下「担当」）を変更することができない。これはホストの給与が基本的に歩合制で、ホスト自身が自営業者として店舗に場所代を払う形を取っていることによる。例外として、トラブルを起こした時と、指名したホストが離職した場合は変更が可能となる。こういった「指名替え」の場合、店舗はホストへの事実確認と、指名変更が行われる場合はわだかまりの残らないよう配慮が必要となる。店舗次第では「ヘルプ指名」「場内指名」といったシステムを採用している店舗も存在する。ホストを指名していない客を「フリー」と称す。場内指名はフリーで付いたホストを客が気に入り、次のヘルプのホストへの変更を防ぐための指名で、本指名より指名料が廉価に設定されている。武岡はこの永久指名制がホスト側に接客の主導権を与え、客が売上によってホストの歓心を買おうとする逆転現象の起因であると述べている。また、こうした仕組みと関連して「オラオラ系」と呼ばれる接客スタイルについても触れている。木島はホストクラブでは日常生活に見られる男性と女性の関係が捻じれて表出すると述べている。女性が男性を金で買うことから、決定権は女性客が保持している。その一方で、女性客が男性に対する金銭的奉仕を楽しむように、強い男性と弱い女性が誇張して表現されている。これはホストクラブ側では意図的に行われているものとなっている。実践女子短期大学の飯野智子による2010年のインタビューでは、ホストクラブでは女性客を楽しませるほか、冷静な判断力を失わせるよう制御する必要があるとされている。また、ホストの優位を絶対に崩さないことが必要ともされている。佐々木はホストクラブへ向かう目的が、サービスではなく指名するホストにあったと述べている。また暗黙の了解で、女性客は一人で出歩くことはトイレに行く際も許されず、ホストに伝えて案内に従う必要がある。これは客同士のトラブルを回避するためである。
担当を持つ客の中でも最も支払額が多い客は「エース」と呼ばれ、店舗の中で最も支払額が多い客は「店エース」と呼ばれる。エースはホストから優遇され、また同じホストを指名する客から嫉妬と羨望の対象となる。担当の離席中であっても、客の注文の売上は担当のものとして計上される。ヘルプは担当の離席中に客を楽しませるほか、注文を取って売上を伸ばすことが求められる。その中で「コール」という一気飲みを促す際に使われるパフォーマンスが存在する。
客がホストを応援するという仕組みは、「シャンパンコール」や「シャンパンタワー」に象徴される。ホストクラブでの販売価格が数万円から数十万円ほどかかるシャンパンを一瞬で消費することで、シャンパンを注文した客は、同じホストを指名する他の客より自分が多額の金額を払って担当を応援していることを誇示できる。武岡は、恫喝染みた接客や「シャンパンコール」「シャンパンタワー」は風俗産業の閉鎖性を示し、接待サービスの根幹をなすものとなっている。
ホストクラブで飲まれる酒には、かつてはドン・ペリニヨンなどが知られていたが、2018年時点ではアルマン・ド・ブリニャックなどが親しまれている。一方で実際には飲まず、客が卓に置いて消費した金額を誇示する「飾りボトル」や、飲まずに高額のボトルを卓で割る「ガッチャン芸」なども存在する。飾りボトルはジュビリ、ルイ13世、トラディション、リシャール、ロイヤルバカラなどが知られる。他にもテディベアを模した形のブランデーである「テディ」や、シンデレラのガラスの靴を象ったボトルが特徴的な「シンデレラシュー」という味付きのウォッカなどが挙げられる。
月末最終営業日は「締め日」と呼ばれ、その月で一番売上を達成したナンバー1が決まる。2022年5月7日放送の『カンニング竹山の土曜The NIGHT』ではラストオーダーまでのカウントダウンが表示される演出やシャンパンコールが次々に行われる様が放送された。この時膨大な金額の売り掛けが発生するとなおは述べている。
客による消費を促すため、ホストクラブでは大まかに4種類のイベントが開催される。
| 種類         | 具体例                       |
| ------------ | ---------------------------- |
| 個人の祝い事 | 生誕祭、昇格祭               |
| 季節の行事   | クリスマス、バレンタインデー |
| 店舗の祝い事 | 周年祭                       |
| 企画         | コスプレデー、浴衣デー       |

2021年に5億2,000万円の年間個人売上を達成したホストの降矢まさきは、1日の最高売上が達成されたのはバースデーイベントでの6,300万円で、12月に一人の女性客によって支払われたと述べている。バースデーイベントはシャンパンタワーなどで祝うため、ホストにとって稼ぎ時となっている。イベントは実際の誕生日と異なるタイミングで実施し、それとは別に実際の誕生日も祝われるため、二度売上を伸ばすチャンスが存在する。
それ以外には、「ラストソング」と呼ばれる一日の終わりにホストが歌うカラオケが存在する。一日あたり最高金額を売り上げたホストが、そのホストに一番金を支払った客の隣でカラオケを歌う。佐々木はラストソングによって普段売上でトップの座の争奪に参加できないホストや客の承認欲求が満たせると述べている。ラストソングは2007年の時点では前月のナンバーワンの特権だった。

## 客層

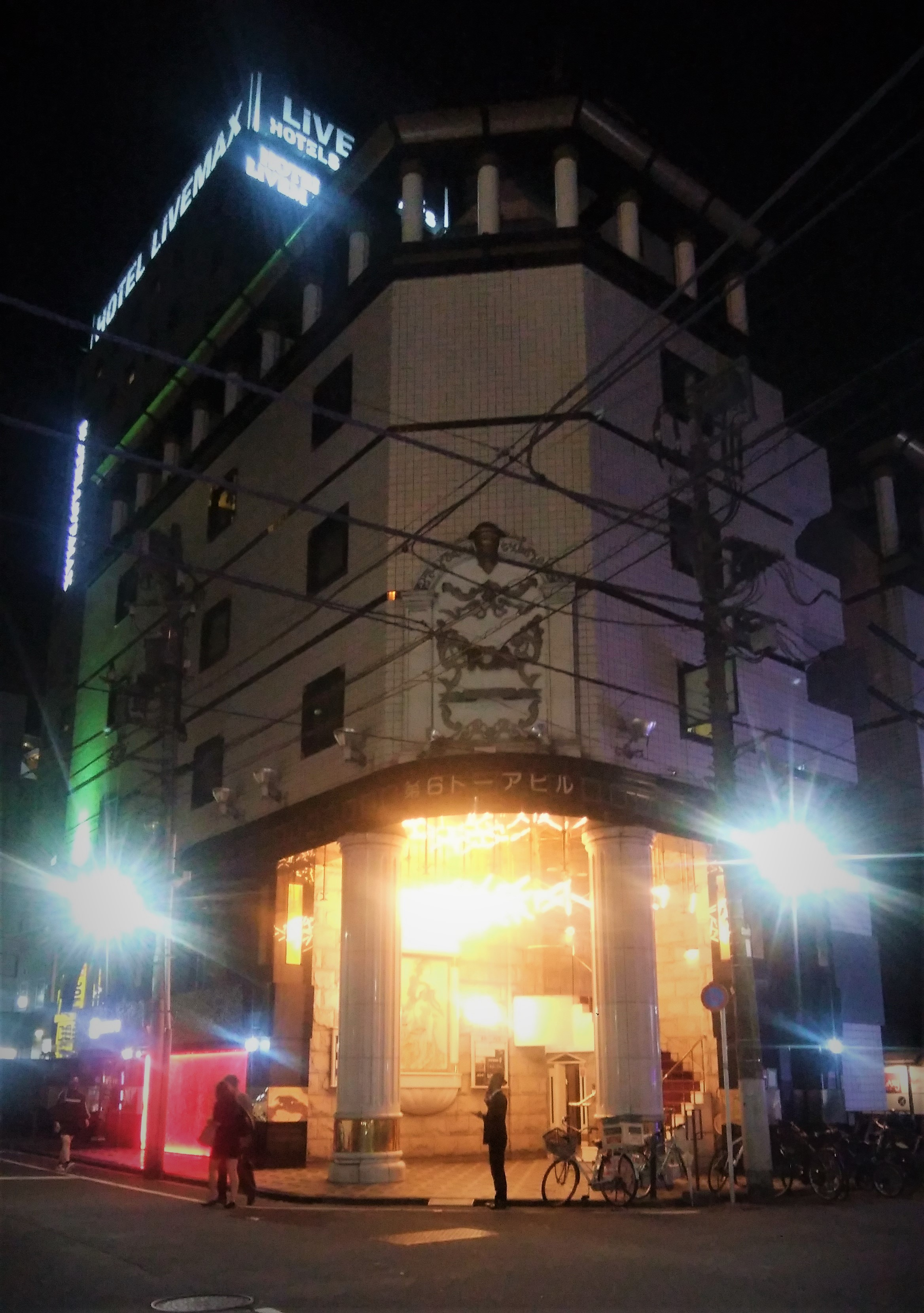
ホストクラブが多数入居する第6トーアビルは、複数の女性が飛び降り自殺を図ったことから、呪われたビルとも称される。2022年時点で、屋上への扉は施錠されている。

基本的に女性客が主となる。ホストは女性客を「姫」と呼ぶ。ルポライターの國友公司によると、ホストクラブに通う女性たちの9割以上は風俗嬢であり、キャバ嬢は自己肯定感が高く保たれているため客にはなりづらい。一流店には成功者の女性が来店することもあるが、極めて稀であり、「自称社長」が訪れた場合は横領を疑われる。さらに、客の風俗嬢の中には障害者や精神病患者がいるとされ、ホストクラブ経営者の愛田も「ホストクラブの主な客は、昔も今も体を売っている若い女性たちだ。彼女たちは虐待や障害など様々な問題を抱えて夜の街にたどり着き、セックスと引き換えに手に入れた金をホストクラブで散財する」と述べている。また、ホストクラブ経営者の麻比奈は、100人新規の客が来た場合、そのうち常連になるのは2-3人程度と述べている。客が店舗に初めて行くことを「初回」と称す。常連客は新規の客を連れてくることがある。この場合常連客を「幹」、初回の客を「枝」と称す。ホストの指名本数や売上のために客同士が協力して来店することを「相半」と称す。客の中には「趣味の女」と称される、ホストクラブにほぼ行かなくても本命の恋人にならない程度にホストに相手にされている女性も存在する。
女性客の中には依存症を発症する者も存在する。ルポライターの石井光太は、客がホストクラブで大金を費やすことでホストから称賛され、そのことに生きがいを見出すことに触れている。精神科医の吉田精次は、自身がカウンセリングを担当した30代主婦のホストクラブ依存をSheldon Zimbergの依存症的心理回路と照らし合わせた。その中でホストクラブへの嗜癖行動は生活に物足りなさを感じた時、刺激的だった過去の再体験を求めた結果だったとしている。この治療では特別な技術は必要なく、離脱後の日常生活で感じる物足りなさへの対応と、患者自身の価値観の再検討が行われた。京都大学大学院人間・環境学研究科の志田雅美は、上記事例とOLのなおのケータイ小説に基づいた著作『1億5千万円の恋 ホストに恋した4年の日々』（宙出版）の分析において、現状への不満や既存の価値観への反抗、不安定なアイデンティティ、理想の女性性の追求の3つに分類した。この中で前述のケースは固定された価値観からの逸脱に女性がホストクラブを利用したことや、女性ならびに現代人としてのアイデンティティの確立ができないためにホストに依存させて確立していることが指摘されている。また、志田はホストクラブで消費する金額の多さと時間の長さがアイデンティティを強固にしていると指摘している。また、志田はマスメディアでは「ホストクラブで消費者である女性が騙されている」という描写が多いとしつつ、一方で、少なくともなおの著作では女性がそれを認識しながらもホストと女性客の間でアイデンティティの相互行為が働いていると述べている。主体的であるはずの女性が男性支配的な美的規範を意識することで、佐々木はファロセントリズムの一環として、男性からの視線を意識した状態になっていると指摘している。ルポライターの佐々木チワワは「FRIDAY DIGITAL」にて、ホストクラブ依存症が原因で通院している客の存在に触れている。金銭面や生活の大半をホストにつぎ込んでしまう女性を「ホス狂」といい、酒に酔って暴れる客や、自身をホストの恋人と誤解する客を「痛客」という。
客の中には「沈む」つまり元々風俗業に勤めていなかった女性が風俗業に勤めるようになるケースも存在する。ホストクラブの客で風俗業への転職を検討もしくは実践する客の理由は多様で、ホストを自身の恋人と誤解して自身の貯金が底をつき掛けたことや、特定のホストのエースになることを目的に転職するケースもある。柏原は、ホストクラブを歌舞伎町の食物連鎖の頂点であると述べている。これは歌舞伎町ではキャバクラやファッションヘルスなどに勤める女性が、ホストクラブの客であることが多いことに依る。佐々木はオタク文化が「推し」文化に遷移する中で、推しの布教や誇示的消費を行う人間がいる一方で、推しに対して金銭を使う自分を愛する人種が存在すると述べる。その中には自己犠牲や献身の度合いが強いほど、エモいもの、良いものとして扱う文化の存在を指摘している。他にも体験談として、学校や仕事に対する目的意識が薄い人間をホストクラブに嵌るように誘導することが得意なホストの存在に触れている。ホストからデリバリーヘルスを紹介された例として、ホワイトハンズ代表理事の坂爪真吾は、池袋の激安風俗店である「サンキューグループ」を紹介された、知的障害を持つ女性のケースに触れている。このケースではホストとスカウトと「サンキューグループ」従業員間で繋がりが存在し、売り掛けを貯めた客を送り込む仕組みを通じて行われた。
歌舞伎町の場合、ホストが女性が18歳以下と知りつつ声を掛けるケースも存在する。歌舞伎町では援助交際や管理売春が盛んなため、女性客がホストクラブでの支払いのために巻き込まれることがある。あるいは女性の風俗における年齢ごとの需要を理解したうえで、ホストが意図的に声を掛けていることもある。歌舞伎町には日本全国から家出した少女が集まりやすい性質があると、「歌舞伎町案内人」を称する李小牧は指摘している。彼女たちはスカウトにより未成年でデリバリーヘルスにて働き、ホストクラブで散財するケースが見られる。これはスカウトが2005年4月より施行された迷惑防止条例の改正により、スカウトが禁じられることで未成年の名簿が売り払われた影響もある。他にもホストと同棲しているケース、ホストからぼったくりバーのキャッチを紹介されるケースが紹介されている。佐々木はかつては未成年の雇用や飲酒が当たり前だった時代もあるが、ホストクラブ側の客に対する年齢確認や誓約書への記載など、制限が年々厳格化していることを指摘している。また、こういった制限に当てはまらない店舗の存在を示唆している。石井は援助交際で稼いだ金をホストクラブで使う少女について、ホストクラブしか楽しみがないようにした社会に問題があると述べている。
報道写真家の権徹は著書『歌舞伎町』（扶桑社）にて、歌舞伎町での若い女性の自殺は8割がホストに関係するものとして、2003年6月の飛び降り未遂と2007年1月の飛び降り自殺に触れている。佐々木は2018年に自殺未遂が6回発生し、2019年にも騒動が発生した自殺の名所と呼ばれるビルについて触れ、人間の死を感情的なものとして消費する街の構造に自殺の原因があると述べている。
ホストクラブの主な利用者は女性客であるが、男性客をシャットアウトする店舗は少ない。ただし、女性客と同伴であれば入店可能、あるいは男性客だけであっても過去に女性客同伴で来店したことがあれば入店可能など条件が設けられることも多い。ホスト間では同業付き合いが存在し、前述のイベントは営業活動も兼ねて行われる。2022年前後のホスト界隈ではホストクラブ同士の連帯が存在し、ホストの中には趣味をホストクラブ通いと称する者もいると佐々木は述べている。
客の中にはホストラブという電子掲示板を用いて、店舗やホストについて情報交換を行う者も存在する。ホストラブを使う人はホスラバーと呼ばれる。店舗やホスト個人、有名な客などは板が立てられていることから、ここに晒すという言葉は脅し文句として用いられる。
ホストクラブには入店にも年齢制限が存在する。そのため、ホストクラブに入れない年齢の客は、歌舞伎町のバーであるボーイズバー、男性コンセプトカフェ、メンズキャバクラといった、より廉価で飲食ができて、年齢確認も緩い店舗に向かうと佐々木は指摘している。

## 料金
ホストクラブは初回であれば3,000円から5,000円の時間制限付き飲み放題のシステムを採用している店舗が多い。この料金設定はホストクラブに通う料金として格安に設定されている。これを利用して、それ以降同じ店に通わず、複数のホストクラブを初回料金のみで楽しむことを「初回荒らし」と称す。初回荒らしはホストや店舗の売上に繋がらないことから、ホストクラブではタブーとされている。セット料金時間無制限を採用している店舗の場合、根拠のない税金30%が加算される。2回目以降に関して別冊宝島編集部では、5万円以上用意することを推奨している。ホストクラブではテーブル料、ボトルやフードなどの飲食料金、サービス料、税、指名料といったもので構成される。クレジットカードなどを使用する場合、会計に5-20パーセント加算される。ホストクラブの料金の目安について、木島と間中、ゆらによる情報を以下に示す。
| 項目       | 料金        | 料金             |
| ---------- | ----------- | ---------------- |
| -          | 木島・間中  | ゆら             |
| テーブル料 | 10,000円    | 7,000 - 10,000円 |
| ボトル料金 | 7,000円以上 | 8,000円以上      |
| サービス料 | 2,000円     | -                |
| 税金       | -           | 20-40%           |
| 指名料     | -           | 1,000 - 3,000円  |

ゆらは一時期ハウスボトル以外が別料金となる1時間当たり5,000円で飲み放題となる料金体系もあったとしているが、見られなくなったと述べている。門倉は2005年のホストクラブ情報サイトが行ったアンケート調査の結果から、1回の来店で客が払う金額は1-2万円が37.0パーセント、2-3万円が22.1パーセント、3-5万円が16.2パーセント、5万円以上が9.7パーセントと述べている。ただし佐々木は2022年の著書で、歌舞伎町のバーにて推し活が主流となったことから、インフレーションが発生し、町全体がホストクラブ化していると述べている。
ホストクラブではダンピングが行われない。ボトルを入れるほどの常連になると、使用する金額が無限に上がっていく。また、大金を使う客は店内のホスト全員で持て囃すため、客同士が使う金額で競い合うようになる。
売り掛けの相場は数十万円で、それ以上の金額をツケとする場合、店舗と客の間である程度の信頼関係が必要となる。
店舗の外でのデートも存在する。「同伴」ではホストクラブに客とホストが同時に入ることを言い、「アフター」では店舗の営業終了後に一緒に店を出ることを言う。キャバクラ同様客はホストの分の代金を支払う、もしくは「2割返し」で店舗で使用したうち2割をホストから客に何かのリターンとして提供する。店舗の外での接待では食事やカラオケ、ラブホテルでの性行為などが行われるが、その金額はホスト次第となる。

## 歴史

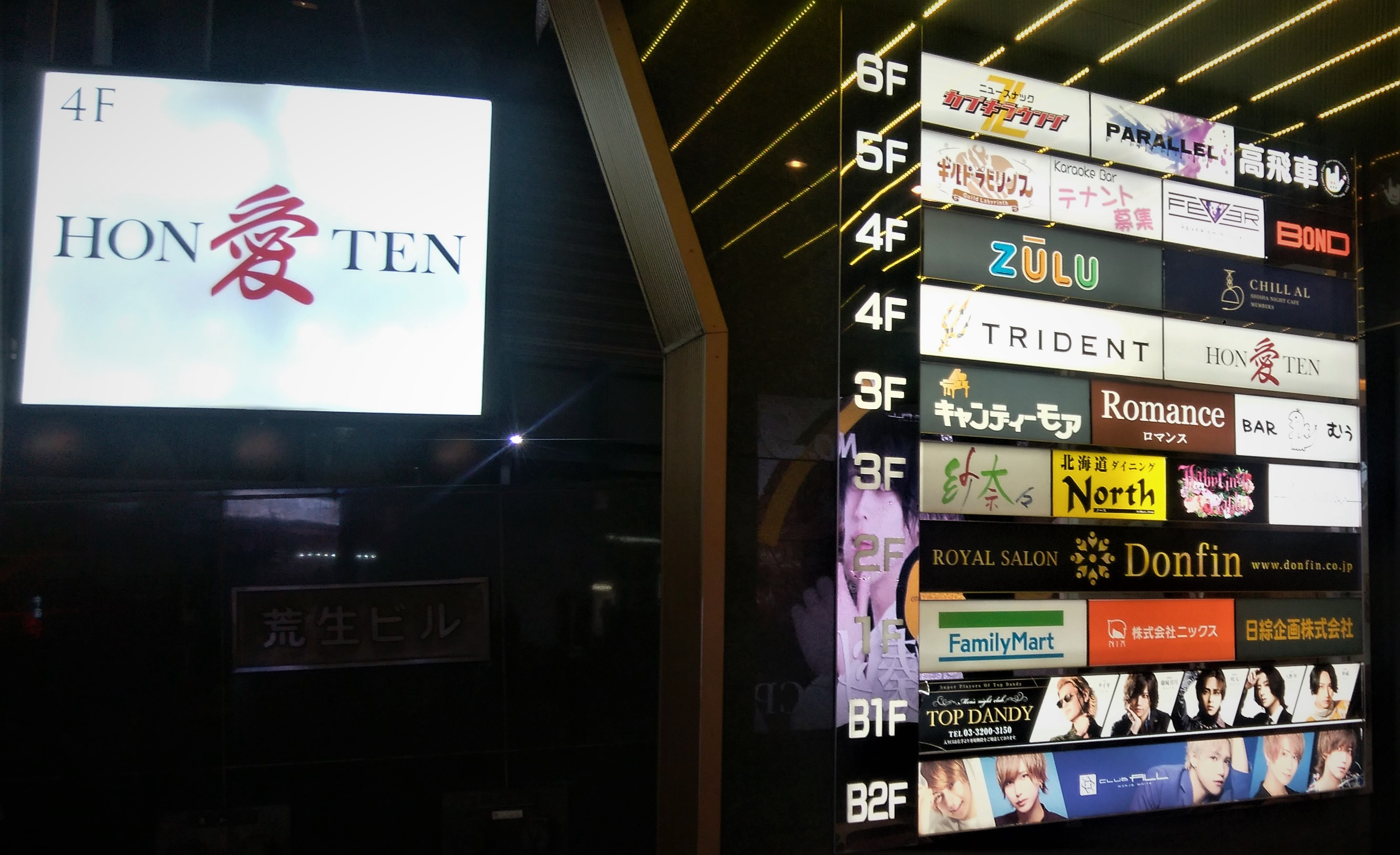
荒生ビル所在のクラブ「愛」本店の看板（2022年）

### ホストクラブの前身
東京にホストクラブが誕生したのは1965年に東京駅八重洲口前でオープンした「ナイト東京」と言われている。前身だったグランドキャバレーを改装し、女性が社交ダンスを楽しめる店舗として開店した。男性ダンサーは場代という、1970年代で1ヶ月あたり7,000円前後の入場料を店舗に支払い、指名された女性から渡されたチップや休憩時の飲食でやりくりしていた。男性ダンサーは一部の人気のあるダンサー以外は生活が厳しかった。その中で生活の安定を目的に、ダンサーが自身の女性客を引っ張り、ナイト東京を模倣した社交ダンスの店舗こと女性専用クラブを作るようになった。これがホストクラブの原型となった。ホストの一人だった愛田は1971年に独立し、新宿二丁目に「愛」を作る。翌年には2号店の「ニュー愛」を開店した。これらの店舗は愛田観光グループとして成長していった。同時期の歌舞伎町には「国際」「千扇」「シルクロード」「キャッツアイ」「夜の帝王」といったホストクラブが存在した。1990年代前半に発生したバブル崩壊に際して、「千扇」「国際」「キャッツアイ」「夜の帝王」が経営破綻になる中で、親族経営を行っていた愛田観光は生き残った。また、潰れたホストクラブからホストを引き入れることによって、愛田観光は規模を拡大した。
当時のホストクラブはアンダーグラウンドでないと働くことができない人間が働く中で社会復帰を目指す場所で、ホスト同士でさえお互いのプライベートに踏み入ることは厳禁とされていた。愛本店の新人だったホストの零士は、愛田の妻である榎本朱美の指示を受け、「ニュー愛」にて働くようになる。ナンバー1になった零士は当時ホスト間に存在した派閥の壁を取り除くよう取り組んだ。1980年代から1990年代の歌舞伎町のホストクラブはヤクザと繋がりがあり、愛も例外ではなかった。極東会がバックについていた他、住吉会のトップとも親交があった。また、暴力団との関わりはホスト次第だった。1991年8月15日に発生した赤城山射殺事件では、4人が実刑判決を受けた。ホストの中にも過激な人間がおり、「夜の帝王」から独立後「くらぶ あいば」を作った愛破遊也などはその典型として知られていた。1983年11月3日には日本初の男性が主体となる売春で、池袋にてホストクラブ経営者と従業員が、17歳の少年の売春を都内在住の女性に斡旋したとして逮捕された。

### バブル崩壊後
1990年代、愛田観光が歌舞伎町で勢いづいていた頃、ホストクラブで遊ぶほどの経済力がない女性はショーパブ、サパークラブ、スナックバーなどのクラブにて遊ぶようになっていた。かつてはホストクラブからこちらに移るのは都落ちを意味したが、前述のバブル崩壊に際して、愛田観光との直接的な競争を避け歌舞伎町での生き残りを図った。こうした店舗はニューホストクラブと呼ばれることもあった。歌舞伎町のパブやスナックバーの経営難による賃料の下落により、営業終了後の店舗が廉価で貸し出されるようになったことも、増加の一因に挙げられる。愛田観光も自身の地位の安定や客層が異なること、不景気を理由に、蹴落とすようなことは行わなかった。こういった店舗は新風俗と呼ばれるファッションマッサージ、性感ヘルス、イメージクラブなどの客が足を運んだ。他には社会問題に挙げられた10代の少女たちによる援助交際も主要な客となっていた。またこの時代の店舗の大部分は無許可で、ヤクザなど裏社会との繋がりも深かった。
1996年春、高見翔が同名のスナック閉店以降に開店する、ホストクラブの「セシル30」を開店した。その後エースとなる頼朝が加わり、セシル30は半年後に店舗規模を拡大して「トップダンディー」と改称した。1997年5月、森沢は「ロマンス」を開店し、給与体系の変更によって脚光を浴びた。「ロマンス」は他店舗から参入したホスト、さらに向井英二、香咲真也というトップホストを得たことで勢いを増した。また同時期に、向井や頼朝、手塚など学生からホストに転じるという、バブル崩壊の不景気によって学生がホストになる風潮が生まれた。この頃の主要な客の獲得方法は客引きで、ホストは新人もベテランも午前零時過ぎに客引きのために街頭に立っていた。またトップに立ったホストを優遇することで、店舗の成績主義を示すとともにホスト間の競争を激化させて、「ロマンス」は売り上げを伸ばした。1998年5月に店舗拡大した「ロマンス」は、男性用風俗雑誌にて広告を掲載し、目を通した風俗嬢が通うようになった。

### ホストブーム

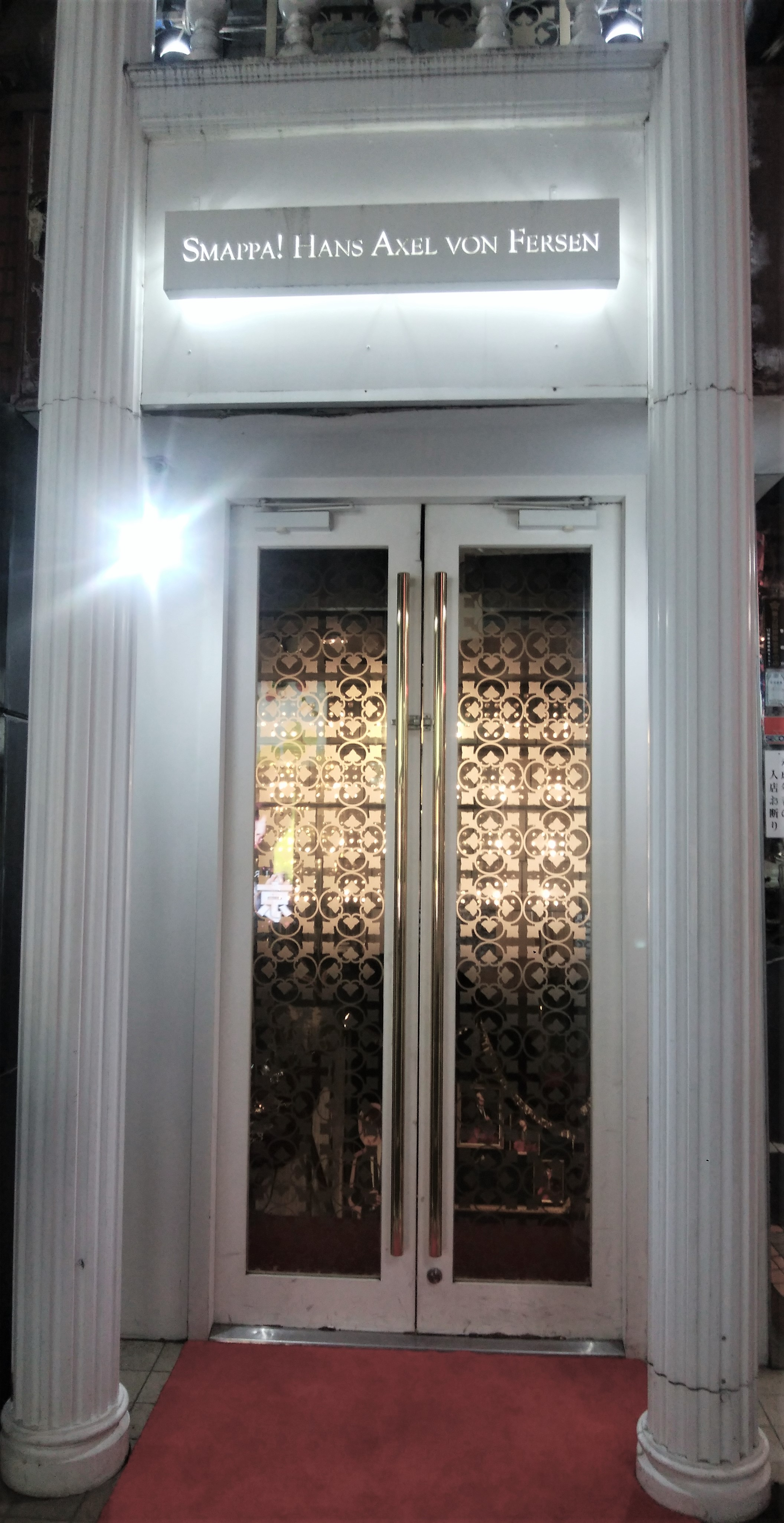
Smappa! Hans Axel von Fersen（2022年）

1999年より、一般社会でホストブームと呼ばれる事象が発生した。これは零士が自身の将来を見据えて土台を作るために、メディアに出ないという、かつて存在した不文律を破ったことに端を発した。この時ロマンスの広告戦略で他のホストクラブも広告を出していた。テレビに出演したのは香咲、向井、頼朝、「トップダンディー」に所属していた流星、当時「スティンガー」に所属していた手塚、「愛」本店の城咲仁、鉄平、貴嵜健、ロマンスの陽生などがいた。各店のナンバー1ホストは「カリスマホスト」としてメディアから取り上げられた。ゆらは、2005年の自著でカリスマホストの登場と彼らのメディアでの活動により、社会悪とみなされていたホストのイメージ向上に繋がったと述べている。この成功は学生ホストの増加を促したほか、八王子ホスト殺人事件の被害者となる人物のような人間も取り込んでいった。同時期からホストクラブで多額の借金を作る女性が出た。これを利用して闇金融業者が客に融資を行ったほか、取り立て屋こと債権回収業者が客から費用を回収した。彼らはホストクラブが客から売り掛け時に提出させる身分証明書のコピーや伝手を利用して、客の居場所を突き止め、親に払わせるか客に売春させて費用を回収した。また客の女性が犯罪を行って費用を獲得することもあった。
ホストブームの後にホストクラブでは独立ブームが発生した。かつてホストクラブでは独立が禁忌とされていたが、零士の愛田観光からの独立とニューホストクラブの体質として、派閥や他店との繋がりが弱いことが起因となった。本格的な独立ブームは2003年に到来した。香咲の「A151」、向井はホストバーの「ラピュタ」、手塚の「スマッパ！」、「ロマンス」に所属していた由良剛士の「イブ」などがオープンした。当時のカリスマホストたちはホストクラブの健全化を図り、ボランティア団体である「夜鳥の界」が立ちあげられた。しかし当時この考え方は主流ではなかった。その中には短期間で金を稼ぐために暴力沙汰や詐欺が横行した。2002年に発生した新宿ホストクラブリンチ殺人事件や、不法滞在者を含む韓国人ホストクラブの台頭、当時歌舞伎町に進出した最大勢力である関西系ホストクラブの中でも名高い「アクア」の人気ホスト3名が引き起こした集団強姦事件などが見られた。

### 歌舞伎町浄化作戦とその影響
2003年に東京都知事に再選した石原慎太郎は、副知事に就任した元警察官僚の竹花豊の協力で、「歌舞伎町浄化作戦」と称される、歌舞伎町の治安改善施策を実施した。ホストクラブは風俗営業法で禁じられた深夜営業と女性客を風俗業に転職させる闇金融との関係性が問題として取り上げられた。警察はホストクラブに対し東京都迷惑防止条例にて定められたキャッチの禁止と、風俗営業法の午前零時までの客の退店の厳守を求め、これに準じない場合はホストクラブを摘発した。当時の客層の5割から7割が風俗で働く女性だったことから、大部分のホストクラブは隠れて深夜営業していた。またホストクラブでは「日の出営業」と称される午前6時からの早朝営業に切り替えた。その際ホストクラブと異なり風俗営業法で深夜営業が禁止されないホストバーを用いて、仕事を終えた風俗嬢をホストクラブの開店まで引き留めていた。2007年には新宿警察署の主導で歌舞伎町ホストクラブ協力会が結成された。これは警察主導の防犯運動にホストクラブを参加させることで地元と連携し、裏社会との断絶を図るものだったが、店の経営にメリット、具体的に言えば深夜営業が認められると聞いて参加していたホストクラブが、「話が違った」として離脱していった。ホストクラブは歌舞伎町浄化作戦によって存続できる店と潰れる店に分かれ、前者の特徴について手塚はオーナーが経営を確立していた店舗と個性があった店舗だったと述べている。浄化作戦で追いやられた店舗には香咲の「A151」、向井の「ラピュタ」などが挙げられた。
2008年にはリーマンショックの影響で、由良の「イブ」など多くのホストクラブが閉店に追いやられた。この中でトップダンディーは他店の有名ホストをヘッドハンティングで移籍させた。また、売り上げに応じた役職設定とグループでの人材育成、育った人材を用いたホストクラブの多店舗営業を行うことで、ホストのモチベーションの向上と中堅ホストの役割の明確化が起き、結果としてグループダンディーという業界1位の企業への成長を遂げた。業界トップに立ったグループダンディをまとめる高見はメディアに取り上げられ、河出書房新社が『ホストの学校　本気で一億つかむ本』の出版イベントを開く、テレビで代表の高見が定時制高校に通って大学を目指すドキュメンタリーを製作するなどした。その後グループダンディーのホストがキャッチを行ったとして警察が高見の自宅に捜査令状を持って調査した際、高見のパソコンを押収して、高見は名義に関する風俗営業法違反で検挙された。これは風俗業界では慣例となっていたため、業界最大手であるグループダンディ―の高見を検挙することは警察にとって見せしめの意義もあった。高見は起訴されて執行猶予3年の有罪判決を受けた。高見が警察に捕まっている最中、店では内紛が発生し、人員の一部がグループから離脱した。このことについて高見はグループとしてのまとまりが強固なものになったと述べている。エアーグループは同じように2000年代に成長したホストグループで、会長の桐嶋直也の意向により、美男子だけを集めたホストクラブを売りにした。その際、他店から見込みのあるホストへのヘッドハンティングを行った。また店のエースホストでなくとも、見た目が桐嶋の理想に近いホストを広告で起用するようにした。歌舞伎町での地位を確立させたエアーグループは、大阪市のミナミ、愛知県名古屋市の栄、北海道札幌市のすすきのといった、首都圏以外の歓楽街へ進出した。また、これはホスト間での美容整形手術のブームを起こすこととなった。こういったホストクラブのグループ化で最大の変化として、経営の透明化が行われた。このホストクラブのグループ戦略は他のグループにも影響を及ぼし、冬月グループ、かつてROLANDが所属していたKGグループ、シンスユーグループなど数多のグループ化が行われた。

### 東日本大震災とその影響
2011年、東日本大震災の影響により、ネオンをつけての運営が難しくなったほか、福島第一原子力発電所事故の影響で放射能による汚染が発生するという噂が流布した。この噂の影響によりホストも風俗嬢も歌舞伎町を離れたが、半年ほど経過すると元に戻った。また、津波に家を流された若い男性がホストになるケースも見られた。この時代はホストの服装や化粧、接客に変化が生じた。グループダンディ―やエアーグループはこうした「ネオホスト」ブームに乗ることができたが、老舗の愛田観光はこれに乗り遅れた。2011年の夏に愛田が脳梗塞で倒れ、介護施設に入ったまま回復の様子が見られなかった。これによって愛田観光の吸引力が衰え、経営の実権を榎本の長女である榎本磨里が握った。榎本磨里は会社の私物化を行い、その中で売上除外の指示を従業員に出すなど経営を急激に悪化させた。「ニュー愛」は閉店し、愛田観光は榎本磨里から爆サイ.comを経営していた人物に移った。その後、「愛」本店は歌舞伎町ホストクラブ協力会の会長を愛田から継いだ北条雄一の意見を受けたグループダンディー最高執行責任者（COO）の巻田隆之が、前述の人物に渡っていた「愛」の権利の入手と「愛」本店の復活に尽力した。
2013年9月からは「新宿区公共の場所における客引き行為等の防止に関する条例」が施行された。この条例により、ホストクラブへの客引きは禁止されることとなった。客との交流もかつては電話、電子メール、ブログ、電子掲示板などが主流だった。しかしそれはSNSのTinderやTwitter、Instagramなどに変わっていった。

### 新型コロナウイルス感染症とその影響
2020年、新型コロナウイルスの感染拡大の影響により、3月半ばから客数が例年の2-4割程度に落ち込んだ。日本国政府は歓楽街で接待を行う飲食店を一括りにして警戒し、3月下旬からホストクラブの営業は週末の営業を行わないことを決定した。4月7日には緊急事態宣言が出され、都知事の小池百合子は記者会見の中でナイトクラブや居酒屋を指定して休業を要請した。これにより、平日の営業も行われなくなった。ただ店舗によっては潤沢な資金がないことから、緊急事態宣言の出ていた4月から5月に営業を行う店舗も存在した。6月以降ホストクラブは多数のクラスターが発生した。
新宿区での感染者数の増加は問題となり、区長の吉住健一は過去に面識のあった手塚と相談して、敵対ではなく協力して感染拡大を防ぐために協議の場を設定した。その結果ホストクラブは定期的に新宿区役所で行われる話し合いへと出席し、感染予防ガイドラインの遵守と集団検査への対応を実施した。これによって第二波の端緒は非常に早期に検知されることなり、行政によるクラスター対策に大きく貢献した。しかし一般社会から、ホストクラブ自体が感染の温床であるかのように扱われた。当時10年間ほどホストクラブはバブル経済となっており、3割の売上の高いホストの力で残り7割を支える不均衡な状態となっていた。森沢は新型コロナ禍によってこの状況が改善する可能性を指摘している。

### 悪質ホストクラブ問題と規制強化
結果としてコロナ禍以降も「バブル」は続き、2021年度には年間5億2000万円売り上げという「歌舞伎町歴代最高記録」が出た。同年にはグループダンディから1億円以上売り上げたホストが31人輩出された。ここまで
2023年に起きた「頂き女子りりちゃん事件」を契機として過剰な売り掛けや風俗斡旋による支払い強要など「悪質ホストクラブ」の問題が大きく取り上げられ、同年以降ホストクラブや、売掛システムに警察の捜査が及んだ。
2023年11月9日、参議院内閣委員会で立憲民主党の塩村文夏が発言台に立ち、国家公安委員長の松村祥史、こども政策担当相の加藤鮎子、消費者庁幹部らを相手に「悪質ホスト問題」に関する質問を行った。ホストに関する議論の国会での取り上げは極めて異例であった。松村は「今後も各種対策を強力に推進されるように警察を指導して参りたい」などと回答した。ここまでこれを受けて警察庁は2023年11月16日、各道府県警察本部長宛にホストクラブ取り締まり強化の通達を出した。同年11月と12月の立ち入り検査件数は33都道府県警延べ729店舗であり、これは全国の店舗の約7割に相当する。また、2024年1月から2月には全国で203件の行政処分が下された。ここまで
2023年11月30日には、立憲民主党が「悪質ホストクラブ被害対策推進法案」を衆議院へ提出した。同年12月5日、歌舞伎町のホストクラブ経営者らは新宿区との連絡会で、歌舞伎町ホストクラブの7割に当たる220店が参加する業界団体を設立し、2024年1月から売掛金の規模を段階的に制限、4月には全面的に禁止する方針を示した。全面禁止は予定通り4月から実施されているが、「守られていない」との指摘も出ている。
2024年6月7日、立憲民主党は売掛金などを制限する風俗営業法改正案（「悪質ホストクラブ被害防止法案」）を衆議院に提出した。警察庁は同年12月19日までに悪質ホストクラブを規制する風俗営業法の改正原案をまとめ、2025年通常国会での成立を目指すとした。同法案は2025年3月7日に閣議決定された。同法案では、料金に関する虚偽の説明、客の恋愛感情や好意を利用した営業などを禁止し、違反すると営業許可取り消し・営業停止などの行政処分が課される。また、支払いのために売春や性風俗店勤務、AV出演などを要求することも罰則付きで禁止し、違反すると6か月以下の拘禁刑・100万円以下の罰金が課される。ここまで

## 受容
かつて警察による摘発を恐れたホストクラブの宣伝は控えめで、花道通りの看板の掲載か、ティッシュペーパー配りが行われていた。森沢は休憩時間に風俗嬢が所属する店においてある見本を読むと考え、そこに広告を掲載した。ロマンスの広告は各ホストにキャッチコピーをつけたことが特徴として挙げられる。目的はホストのアイドル化によるアンダーグラウンドからの脱却だった。これらの広告は『MAN-ZOKU』や『Naitai magazine』などに掲載された。
バラエティー番組では、1997年に零士が『TOKIO HEADZ!』（TBSテレビ）に出演したことを皮切りに、カリスマホストたちは『中居正広の金曜日のスマイルたちへ』（TBSテレビ）や『ロンドンハーツ』（テレビ朝日）にて取り上げられた。中でも『ロンドンハーツ』は「ザ・スティンガー／俺の彼女をナンパしてくれ!!」というコーナーで各店のエースホストが女性を口説くため参加した。当時『ロンドンハーツ』がゴールデンタイムに放送されていたこともあり、10代から20代の若者の支持を受けた人気番組で、歌舞伎町のホストが脚光を浴びることとなった。
2003年から2010年に連載された、高級ホストクラブを舞台とした漫画『夜王』は、2005年、2006年にはテレビドラマ化されるなどの反響があった。また2009年には『ジャンプスクエア』にて新條まゆの漫画「ご指名です!」が連載された。
2006年には映画『大阪恋物語』が発表され、エディンバラ国際映画祭の長編ドキュメンタリー賞を受賞した。

## 類似業種
- 出張ホストクラブ

店内での飲食を対象とするホストクラブに対し、店以外でデート等が出来る。レンタル彼氏、デリバリーホスト（デリホス）と称している店もある。
- メンズキャバクラ - 2001年頃より増え始めた業態。ホストクラブと異なり時間料金制を採用し指名替えが可能。
- おさわり系ホストクラブ

女性客がホストの男性器を触って遊ぶ女性向けのセクシーキャバクラ。セクホス（セクキャバのホスト版という意味合い）と称している店もある。
- 男装ホストクラブ

男装した女性従業員が接客する飲食店。